# 현대중공업 공과대학
현대중공업공과대학(現代重工業工科大學, Hyundai Heavy Industries Technical College)은 대한민국 울산광역시 동구에 위치한 현대중공업의 사내대학이다.

## 연혁
- 1999년: 현중기술대학 설립
- 2013년: 현대중공업공과대학으로 개편

## 교육편제
현대중공업공과대학은 전문학사 학위 수여 기관이다. 다음은 2019년 기준, 전문학사 학위 과정 일람이다.
- 조선해양과
- 기계전기과

## 같이 보기
- 사내대학
- 현대중공업
- 울산광역시